# Eurocephalus ruppelli

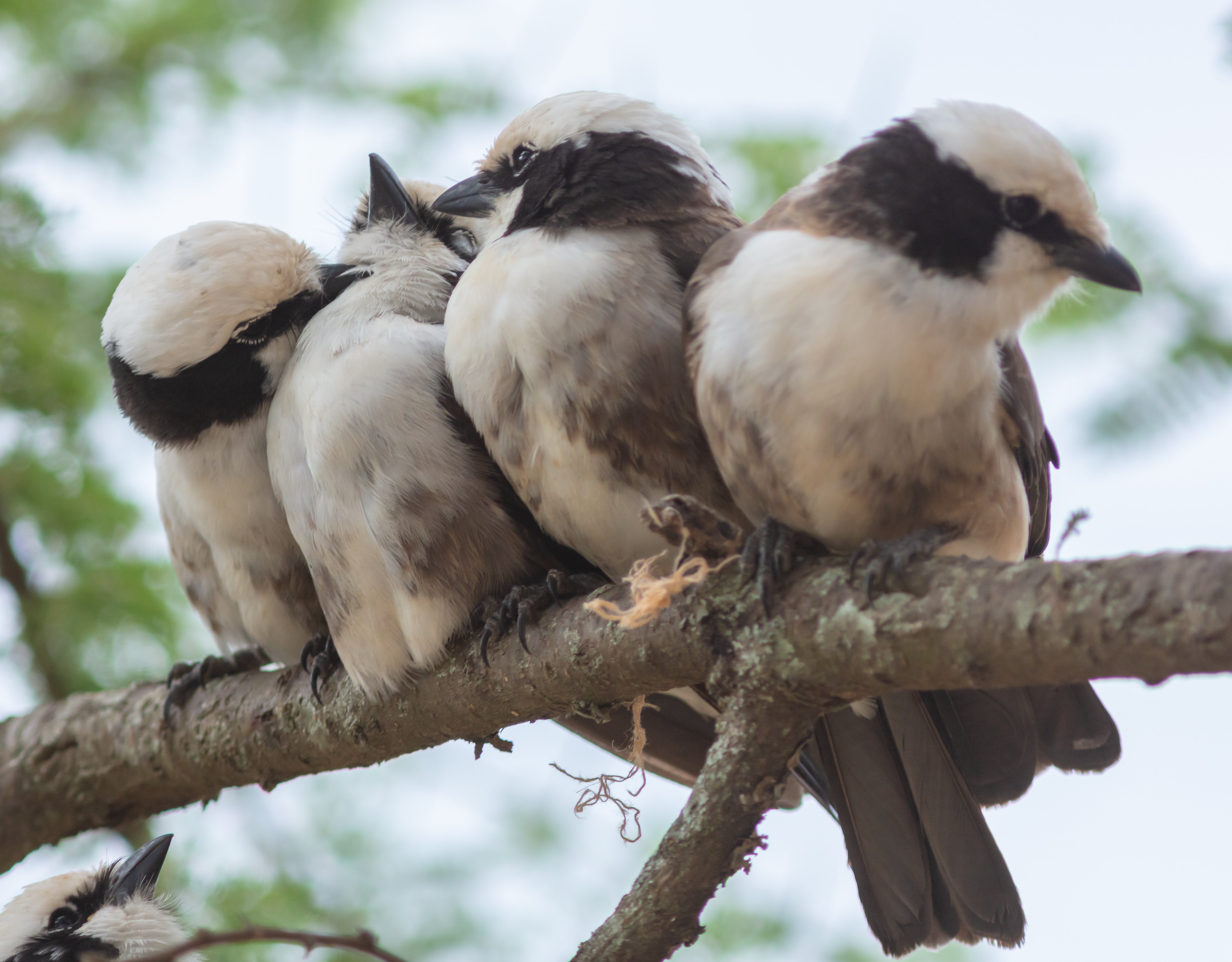
Grupo en el parque nacional de Tarangire, Tanzania.

El alcaudón culiblanco (Eurocephalus ruppelli) es una especie de ave paseriforme perteneciente a la familia Laniidae propia de África oriental.

## Descripción
Esta especie mide entre 19 y 23 cm de largo, tiene una corona blanca, las alas amarronadas y la cola es negra, la garganta, el pecho y el vientre son de color blanco.

## Distribución y hábitat
Es una especie que se distribuye por África oriental, encontrándose desde el sureste de Sudán del Sur y el sur de Etiopía hasta Tanzania.
Su hábitat son las zonas secas y abiertas.